# 7705 Humeln
7705 Humeln (1993 FU7) là một tiểu hành tinh vành đai chính.